# Les Orientales
Les Orientales es una colección de poemas escritos por Victor Hugo, inspirados en la Guerra de independencia de Grecia y publicados en 1829.

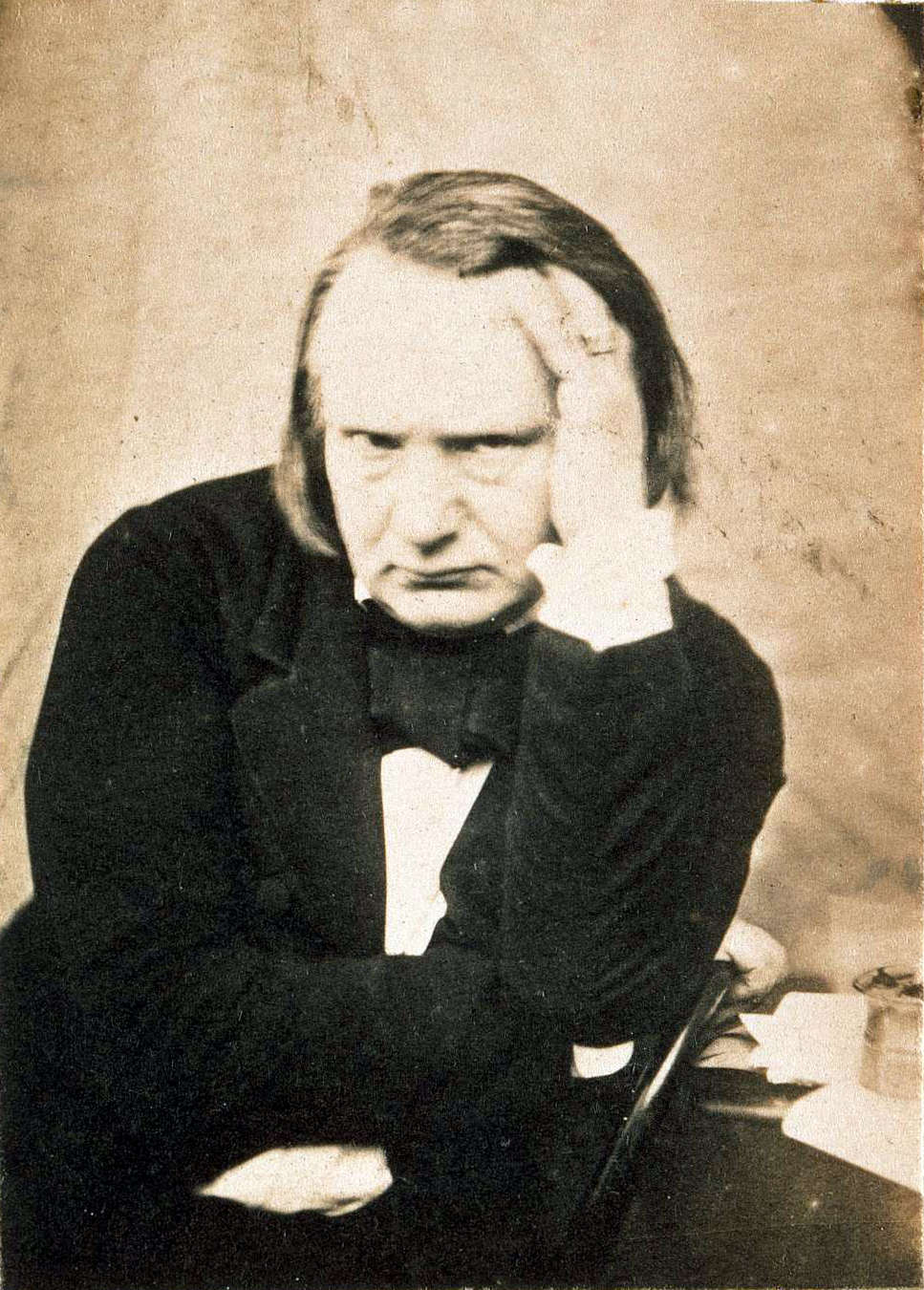
Fotografía de Victor Hugo

## La obra
De los cuarenta y un poemas, treinta y seis fueron escritos durante 1828. Ellos ofrecen una serie de cuadros con bastante color que representan escenas del Oriente del Mediterráneo. Sin embargo el pintoresco no agota la riqueza de la recopilación donde son vecinos los acentos guerreros, épicos, eróticos y hasta intimistas.
Aunque Hugo describiera esto como un libro inútil de pura poesía, el tema general de los poemas es una celebración de la libertad, uniendo a los Griegos Antiguos con el mundo moderno, la libertad en la política con la libertad en el arte, y reflejando la vuelta de Hugo del monarquismo en sus veinte a un redescubrimiento del entusiasmo napoleónico de su niñez.
La forma en que representa a los turcos en Les Orientales es una mezcla de la condenación, la idealización, y de la envidia ordinaria. A menudo es citado como el representante de las actitudes orientales en la mayor parte de literatura francesa.

## Poesía y libertad
El prefacio reivindica los privilegios de la libertad en el arte y la juega con la provocación calificando la obra de como un "libro inútil de pura poesía".
Algo que es importante señalar es que Les Orientales se trata simultáneamente de un nuevo, aunque menos extenso, manifiesto romántico y de un primer paso hacia la doctrina del Arte por el Arte.
En unas cuantas páginas Víctor Hugo buscaba una salida a las discusiones que desde hacía siete años se prolongaban en torno al quehacer poético y sus nuevos derroteros. Con su defensa del tema elegido en Les Orientales, se encaraba
abiertamente con los defensores del clasicismo francés puesto que erigía un monumento a una época que se había venido olvidando por unas u otras razones: la Edad Media.